# Disco Inferno (piosenka 50 Centa)
Disco Inferno – pierwszy singiel amerykańskiego rapera 50 Centa promujący drugi album, The Massacre z 2005 roku. Uplasował się na 3. miejscu notowania Billboard Hot 100.

## Notowania
| Notowanie (2005)                     | Kraj              | Pozycja |
| ------------------------------------ | ----------------- | ------- |
| UK Singles Chart                     | Wielka Brytania   | 87      |
| U.S. Billboard Hot 100               | Stany Zjednoczone | 3       |
| U.S. Billboard Hot R&B/Hip-Hop Songs | Stany Zjednoczone | 4       |
| U.S. Billboard Hot Rap Tracks        | Stany Zjednoczone | 3       |
| U.S. Billboard Pop 100               | Stany Zjednoczone | 7       |
| U.S. Billboard Rhythmic Top 40       | Stany Zjednoczone | 1       |
| U.S. Billboard Top 40 Tracks         | Stany Zjednoczone | 11      |
| U.S. Billboard Top 40 Mainstream     | Stany Zjednoczone | 9       |